# Stryjewo Wielkie
Stryjewo Wielkie – wieś sołecka w Polsce położona w województwie mazowieckim, w powiecie ciechanowskim, w gminie Grudusk.
W latach 1975–1998 miejscowość administracyjnie należała do województwa ciechanowskiego.
W 1970 względnie 1971 r. w Stryjewie Wielkim odkryty został skarb liczący od 8 do 10 tys. średniowiecznych monet, bitych przede wszystkim w niemieckich mennicach. Skarb ten był jednym z największych odkrytych na terenie Mazowsza. Monety ze skarbu eksponowane są w muzeach w Mławie i Przasnyszu.